# Дергоман-Сегір
Дергома́н-Сегі́р (Дергамман-Сагір) — невеликий острів в Червоному морі в архіпелазі Дахлак, належить Еритреї, адміністративно відноситься до району Дахлак регіону Семіен-Кей-Бахрі.

## Географія
Розташований біля північних берегів острова Дахлак. Має овальну видовжену форму з півночі на південь; довжина острова 2,2 км, ширина до 0,8 км. На крайньому півдні від острова тягнеться вузька піщана коса. З усіх сторін острів облямований піщаними мілинами.